# Traînou
Traînou é uma comuna francesa na região administrativa do Centro, no departamento Loiret. Estende-se por uma área de 33,56 km². Em 2010 a comuna tinha 3 474 habitantes (densidade: 103,5 hab./km²).